# S čerty nejsou žerty
S čerty nejsou žerty (ung. "Skoja inte med djävlar") är en tjeckoslovakisk komedifilm från 1985 i regi av Hynek Bočan, med Ondřej Vetchý i huvudrollen. Den handlar om en mjölnarson som är förälskad i en prinsessa, men vars styvmor försöker göra sig av med honom för att ensam kunna ärva familjens lönsamma kvarn. Samtidigt är en djävul utsänd för att ta med sig styvmodern till helvetet. Handlingen utspelar sig på 1600- eller 1700-talet någonstans i Europa. Manuset bygger löst på berättelsen "Čertův švagr" ("Djävulens svåger") från Božena Němcovás sagosamling Národní báchorky a pověsti ("Nationella sagor och sägner") från 1846-47. Filmen hade tjeckoslovakisk premiär 1 oktober 1985.

## Medverkande
- Vladimír Dlouhý som Petr
- Monika Pelcová som prinsessan Adélka
- Dana Bartůňková som prinsessan Angelína
- Ondřej Vetchý som djävulen Vraník
- Josef Kemr som greve
- Viktor Preiss som guvernör
- Petr Nárožný som korpral
- Jaroslava Kretschmerová som Dorota Máchalová
- Karel Heřmánek som Lucifer, mörkrets förste
- Jana Dítětová som Anna Máchalová
- Václav Vydra som rik prins
- Vladimír Hrubý som skrivardjävul
- Ladislav Gerendáš som Lucifer adjutant
- Jiří Růžička som hungrig djävul
- Václav Upír Krejčí som djävul